# Çetin Mert

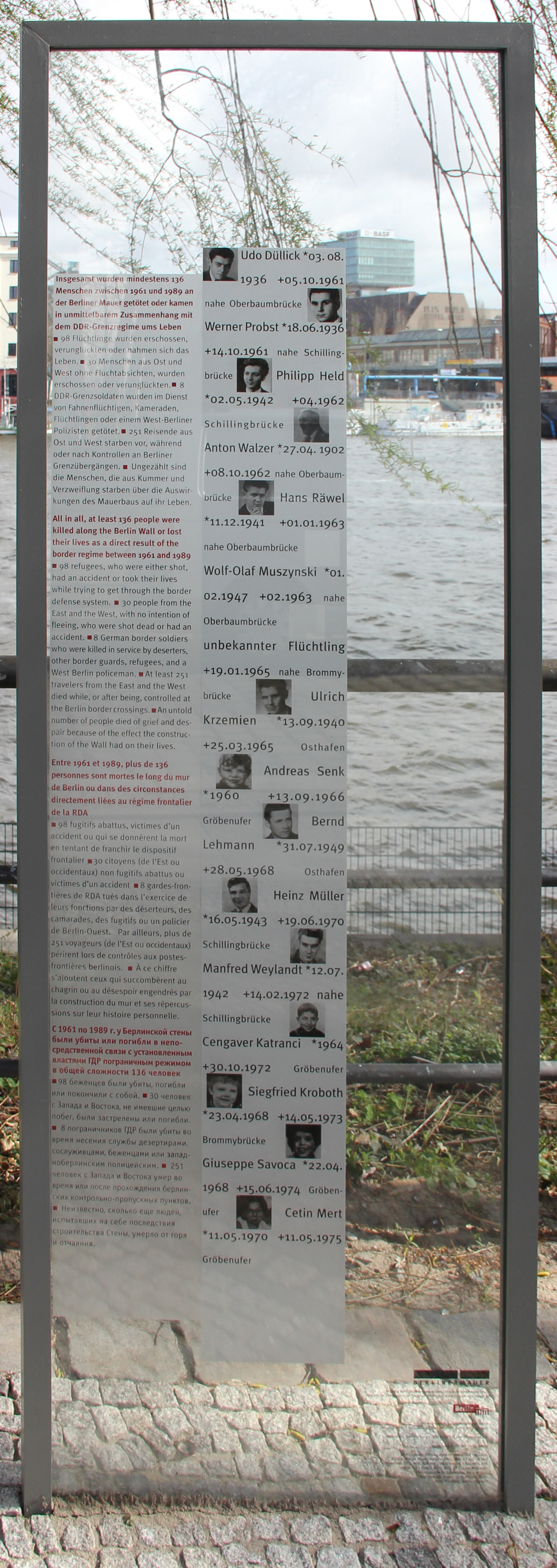
Gedenktafel am May-Ayim-Ufer, in Berlin-Kreuzberg

Çetin Mert (* 11. Mai 1970; † 11. Mai 1975 in Berlin) war ein türkischer Junge, der bei einem Unfall in der Spree ertrank. Vermutlich hätte er gerettet werden können, wenn nicht die spezielle Problematik der Berliner Mauer dies verhindert hätte. Çetin ist damit eines der jüngsten Todesopfer an der Berliner Mauer.

## Leben
Çetin Merts Eltern stammten aus der türkischen Stadt Düzce und lebten zusammen mit Çetin und seinen zwei Brüdern im West-Berliner Bezirk Kreuzberg.
Am Vormittag seines fünften Geburtstags spielte Çetin mit Nachbarskindern am Kreuzberger Gröbenufer in der Nähe der Oberbaumbrücke. Bei dem Versuch, seinen ins Wasser gefallenen Ball herauszufischen, stürzte der Junge selbst in die Spree, die an dieser Stelle in voller Breite zu Ost-Berlin gehörte.
Wenige Minuten später, gegen 12:30 Uhr, trafen West-Berliner Polizei und Feuerwehr am Unglücksort ein, durften wegen der entlang des Ufers verlaufenden Staatsgrenze jedoch nicht eingreifen. Ausweislich eines nach der Wende veröffentlichten Stasi-Berichts wurde der Unfall von zwei Soldaten der DDR-Grenztruppen beobachtet und sogar fotografiert, ohne dass sie eine Rettung veranlassten. Es vergingen weitere vierzig Minuten, bis ein Grenzsicherungsboot der DDR am Unfallort eintraf. Zu diesem Zeitpunkt war der verunglückte Junge bereits tot.
Gegen 14 Uhr bargen Taucher der DDR-Grenztruppen Çetins Leiche. Erst Tage später wurde sie den Eltern übergeben, die Çetin in ihrem türkischen Heimatort bestatteten. Die in West-Berlin abgehaltene Trauerfeier für Çetin Mert wurde zu einem Massenprotest gegen das DDR-Grenzregime.
Çetin Mert war eines von mindestens fünf Kindern, die auf diese Weise ihr Leben verloren. Ähnliche Schicksale erlitten an gleicher oder naher Stelle Andreas Senk (6), Cengaver Katrancı (9), Siegfried Kroboth (5) und Giuseppe Savoca (6).
Im Mai 2024 wurde an der Skalitzer Straße / Mariannenstraße in Berlin-Kreuzberg ein Park nach Çetin Mert benannt.